# انرژی آبی

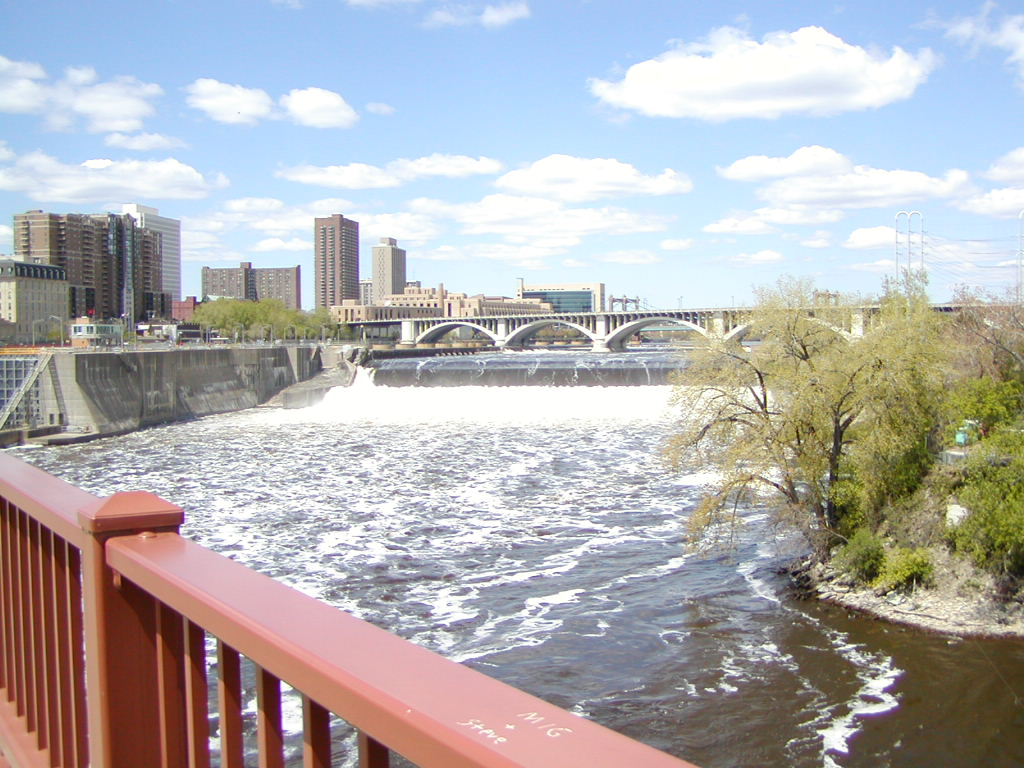
سنت آنتونی فالز در ایالات متحده

انرژی آبی (به انگلیسی: Hydropower) یا انرژی هیدرولیک یک قدرت، انرژی یا نیرویی است که از حرکت آبی به دست می‌آید که ممکن است برای اهداف مفید مهار شود. با توجه به اینکه بخش زیادی از انرژی حاصل از نیروی آب جهت تولید برق آبی به مصرف می‌رسد، در نتیجه به انرژی برق‌آبی نیز معروف است. انرژی آبی مانند انرژی خورشیدی از منابع طبیعی انرژی است. این انرژی به دلیل حرکت و سرعت آن است که با ایجاد سد در مقابل رودخانه‌ها می‌توان انرژی جنبشی را به انرژی پتانسیل ذخیره کرد حتی آبشارها نیز به خاطر ارتفاع زیادی که از سطح زمین دارند و به خاطر وزش باد دارای منبع عظیمی از انرژی آب می‌باشند.

## مقدمه
نیروهای گرانشی مابین ماه و خورشید و زمین سبب بالا و پایین رفتن منظم آب اقیانوس‌ها در سراسر جهان گردیده که نتیجه آن امواج جزر و مدی می‌باشد. ماه نیرویی بیش از دو برابر نیرویی که خورشید بر امواج جزر و مد وارد می‌نماید اعمال می‌کند در نتیجه جزر و مد به وضوح تابعی است از گردش ماه به دور زمین ایجاد موج در روز و سیکل جزر در سطح هر جزئی از اقیانوس وجود دارد با وجود کم بودن دامنه ارتفاع موج جزر و مد در اقیانوس‌های آزاد به علت آشفتگی بالا دارای جابه جایی نسبتاً قابل توجهی می‌باشند.
پیش از در دسترس بودن توان الکتریکی تجاری انرژی آبی بیشتر برای آبیاری و بکار انداختن دستگاه‌های مختلف مانند آسیاب‌ها دستگاه‌های پارچه دستگاه‌های اره‌کشی گنتری کرین‌های اسکله و آسانسورهای خانگی مورد استفاده قرار می‌گرفت. دیگر کاربری این انرژی در دستگاه ترومپ برای فشرده کردن هوا با استفاده از ریختن آب است، که با این کار می‌شود انرژی آب را به مسافت‌های دورتر برای استفاده در دستگاه‌های دیگر انتقال داد.
در گذشته برای خرد کردن گندم و ذرت در آسیاب‌ها از آب جاری برای چرخاندن چرخهای چوبی آسیاب استفاده می‌کردند این نوع آسیاب را آسیاب آبی یا آسیاب غلات می‌گفتند. در سال ۱۰۸۶ کتاب چند جلدی Domesday نوشته شد در این کتاب فهرست کلیه املاک خانه‌ها فروشگاه‌ها و سایر موارد در انگلستان ارائه شده‌است. در این کتاب فهرست ۵۶۲۴ آسیاب آبی واقع در جنوب رودخانه ترنت (Trent) در انگلستان درج شده‌است. به عبارت دیگر به ازای هر ۴۰۰ نفر یک آسیاب وجود داشت.
گردش چرخ‌های آسیاب آبی یا از طریق آب‌های ریزشی (ریزش آب از بالا بر روی چرخ) یا آب‌های جاری (رودخانه) صورت می‌گیرد. امروزه از آب جاری نیز می‌توان برای تولید برق استفاده نمود. هیدرو به معنی آب است. بدین ترتیب هیدروالکتریک یعنی تولید برق از طریق انرژی آب 
برق تولید شده با استفاده از انرژی جنبشی آب جاری را نیروی هیدروالکتریک گویند. با ایجاد سد می‌توان جریان رودخانه را متوقف نمود. با ایجاد سد مخزنی از آب تشکیل می‌شود. اما سدهای احداثی بر روی رودخانه‌های بزرگتر باعث تشکیل مخزن نمی‌شود. جهت تولید برق در یک نیروگاه هیدروالکتریکی آب رودخانه به داخل آن هدایت می‌شود.

## نیروگاه‌های (برق)آبی
بزرگترین تولیدکنندگان برق، نیروگاه برق‌آبی میکرو در ایالات متحده هستند این نیروگاه‌ها ۱۰ درصد از کل برق مصرفی این کشور را تأمین می‌کنند. ساخت نیروگاه‌های از این نوع در ایالت‌های که دارای کوهستان‌های مرتفع و رودخانه‌های زیادی هستند می‌تواند منجر به افزایش تولید برق شود. به عنوان مثال در حدود ۱۵ درصد از کل برق تولیدی ایالت کالیفرنیا از نیروگاه‌های هیدروالکتریک تأمین می‌شود. اما بیشترین تولید برق آبی مربوط به ایالت واشینگتن است. ۳ سد از ۶ سد اصلی که بر روی رودخانه کلمبیا احداث شده‌اند عبارتند از گراند کولی (Grand coulee) چیف جوزف (Chief joseph) و جان دی (John Day) حدود ۸۷ درصد از کل برق تولیدی ایالت واشینگتن از نیروگاه‌های هیدروالکتریک تأمین می‌شود. مقداری از برق تولیدی این نیروگاه‌ها به ایالت‌های دیگر نیز ارسال می‌شود.

## تاریخچه

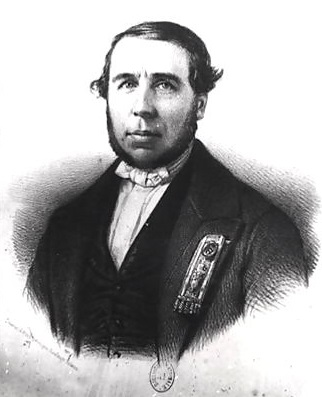
بنوا فورنیرون، مهندس فرانسوی که اولین توربین برق آبی را توسعه داد.

انسان‌ها سال‌ها پیش از میلاد مسیح نیز از جزر و مد و جریانات موج آب بهره می‌گرفتند. برای مثال از نوسانات دوره‌ای موج به خوبی آگاه بودند و می‌دانستند چه زمانی و کجا با جریانات آبی قوی مواجه خواهند شد. تأسیسات و بناهای کوچک هیدرودینامیکی متعددی نظیر سیستم‌های پمپاژ آب و آسیاب‌های بادی از قرون وسطی در سرتاسر جهان به جا مانده‌است. برخی از این ابزار و وسایل هنوز و در دوران اخیر نیز استفاده می‌شدند. برای مثال چرخ آبی بزرگ برای پمپاژ آب در هامبورگ آلمان تا قرن نوزدهم همچنان مورد استفاده بود.
شهر لندن از چرخ آبی بزرگی که در سال ۱۵۸۰ میلادی بر روی پل لندن تعبیه شده بود و بمدت ۲۵۰ سال آب سالم برای شهر فراهم می‌نمود استفاده کرد. لیکن با پیشرفت صنعتی بشر و جامعه، برق‌رسانی و الکتریکی کردن تمام جنبه‌های تمدن مدرن به توسعه مبدل‌های گوناگون جهت انتقال منابع انرژی پتانسیل به انرژی الکتریکی منجر شد. در این راستا مطالعات جدی به منظور طراحی نیروگاه‌های موجی در مقیاس صنعتی برای استفاده و بهره‌گیری از انرژی موج در قرن بیستم با رشد سریع دانش الکتریک در صنعت آغاز گردید.

## مکانیزم
این نیروگاه‌ها از انرژی نهفته شده در جزر و مد استفاده می‌کنند این انرژی عبارت است از]] انرژی پتانسیل (انرژی نهان یا ساکن) حاصل از جابجایی عمودی توده آب ساکن یا انرژی جنبشی وابسته به شدت جریان (انرژی جریان جزر و مدی) که به هر دلیل پدیده جزر و مد که خود ناشی از نیروهای گرانشی (جاذبه) ماه و خورشید می‌باشند، به وجود می‌آید. در بعضی از انواع این نیروگاه‌ها از جریان آب هم در جزر و هم در مد استفاده می‌نمایند.
در این نیروگاه‌ها، آب از بالا وارد شده و باعث جدایی دو صفحه گشته و نیروی حاصل از آن فنر پیچشی را تحت فشار قرار می‌دهد و با فروکش کردن آب و خالی شدن محفظه و برگشتن فنر به حالت اولیه باعث چرخش توربین می‌شود. نیروگاه‌های موجی می‌توانند در دو حالت تک منظوره و دو منظوره طراحی و ساخته شوند. دو منظوره بدان معناست که توربین در هر دو حالتی که آب جریان دارد کار کند. زمانی که آب بالا می‌آید و همچنین طی زمانی که آب فروکش کرده و به اقیانوس بازمی‌گردد؛ ولی در سیستم تک منظوره توربین فقط در زمان سیکل فروکش کار می‌کند.
این نوع دریچه‌های آب در زمان موج بازمی‌مانند و اجازه می‌دهند که آب فضای آبگیر را پر نماید. سپس دریچه‌ها بسته می‌شوند. ارتفاع و هد آب افزایش می‌یابد و توربین‌ها روشن می‌شوند و آب در دوره فروکش از آبگیر به درون اقیانوس بازمی‌گردد. مزایای روش توربین دومنظوره این است که به‌طور دقیق مدلی از پدیده طبیعی موج است و کمترین میزان تأثیر در محیط را دارد و از قضا در بعضی از انواع خود بازده بسیار بالایی هم دارد. اما این روش به لوازم پیچیده و توربین‌های دوجهته بازگردنده گران‌قیمت و تجهیزات الکتریکی نیاز دارد.
از سوی دیگر روش تک منظوره بسیار ساده‌تر است و به توربین‌های چندان گران‌قیمتی نیاز ندارد. از جمله جنبه‌های منفی روش تک منظوره می‌توان به زیان بیشتر آن برای محیط اشاره نمود. از آنجایی که ارتفاع هد بیشتری برای آب ایجاد می‌نماید که سبب انباشته شدن رسوبات و ته‌نشینی‌ها در آبگیر می‌شود. سوای این‌ها هر دو روش در عمل به کار گرفته می‌شود. برای مثال نیروگاه‌های موجی لارانس و کیسلایا گوبا از نوع توربین‌های دو منظوره هستند درحالی که نیروگاه موجی آناپولیس از نوع تک منظوره است. یکی از پارامترهای اصولی و مرسوم نیروگاه‌های آبی توان خروجی آن می‌باشد.
مکانیزم تولید برق از امواج دریا
انرژی موجی یک انرژی پاک پایان ناپذیر است. این ویژگی‌های برجسته انرژی موجی را در آینده‌ای نزدیک به منبعی مهم و در عین حال جهانی جهت تولید انرژی تبدیل خواهد نمود. برای دستیابی به این هدف صنعت تولید انرژی موجی جزر و مدی باید در جهت بازدهی بالاتر و هزینه‌های کمتر و اجماع جهانی برای گسترش آن گام بردارد. بلندترین امواج در جهان به ندرت بتواند با ارتفاع و هد آب که در نیروگاه‌های رایج بر رودخانه‌ها که بالغ بر ده‌ها و صدها متر می‌شود مقایسه شود. ارتفاع و هد کم نیروگاه‌های موجی مشکلات فنی نسبی را برای طراحان ایجاد می‌نماید. اساسی‌ترین مشکل پیشروی طراحان، کارایی پایین اغلب ژنراتور هیدرولیکی به کار گرفته شده روی سدها با چنین ارتفاع و هد آب کمی می‌باشد و در سوی دیگر ژنراتورهای طراحی شده برای این سیستم بسیار گران و پیچیده هستند.
مسائل اقتصادی
می‌توان پیش‌بینی کرد انرژی موجی و جزر و مد برای قرن‌های متمادی از دیدگاه زمانی و دامنه و گستره استفاده از سایر انرژی‌ها پیشی گیرد. هر چند که مشکلات و دشواری‌های عدیده‌ای برای گردآوری ابن منبع انرژی در قیاس با انرژی خورشیدی و انرژی باد که در مناطق وسیعی مرسوم شده‌اند وجود دارد. علاوه بر این تأسیسات مرسوم و رایج نیروگاه‌های ترکیبی موجی که شامل سدهای عظیم در اقیانوس‌های آزاد می‌باشد به دشواری می‌تواند از نظر صرفه اقتصادی با آن دسته از نیروگاه‌های سوخت فسیلی و حرارتی که در حال حاضر مؤلفه‌های اصلی تولید انرژی الکتریکی در جهان هستند و با زغال سنگ و سوخت ارزان در دسترس و فراوان کار می‌کنند رقابت کند.